# Kyz-Kermen

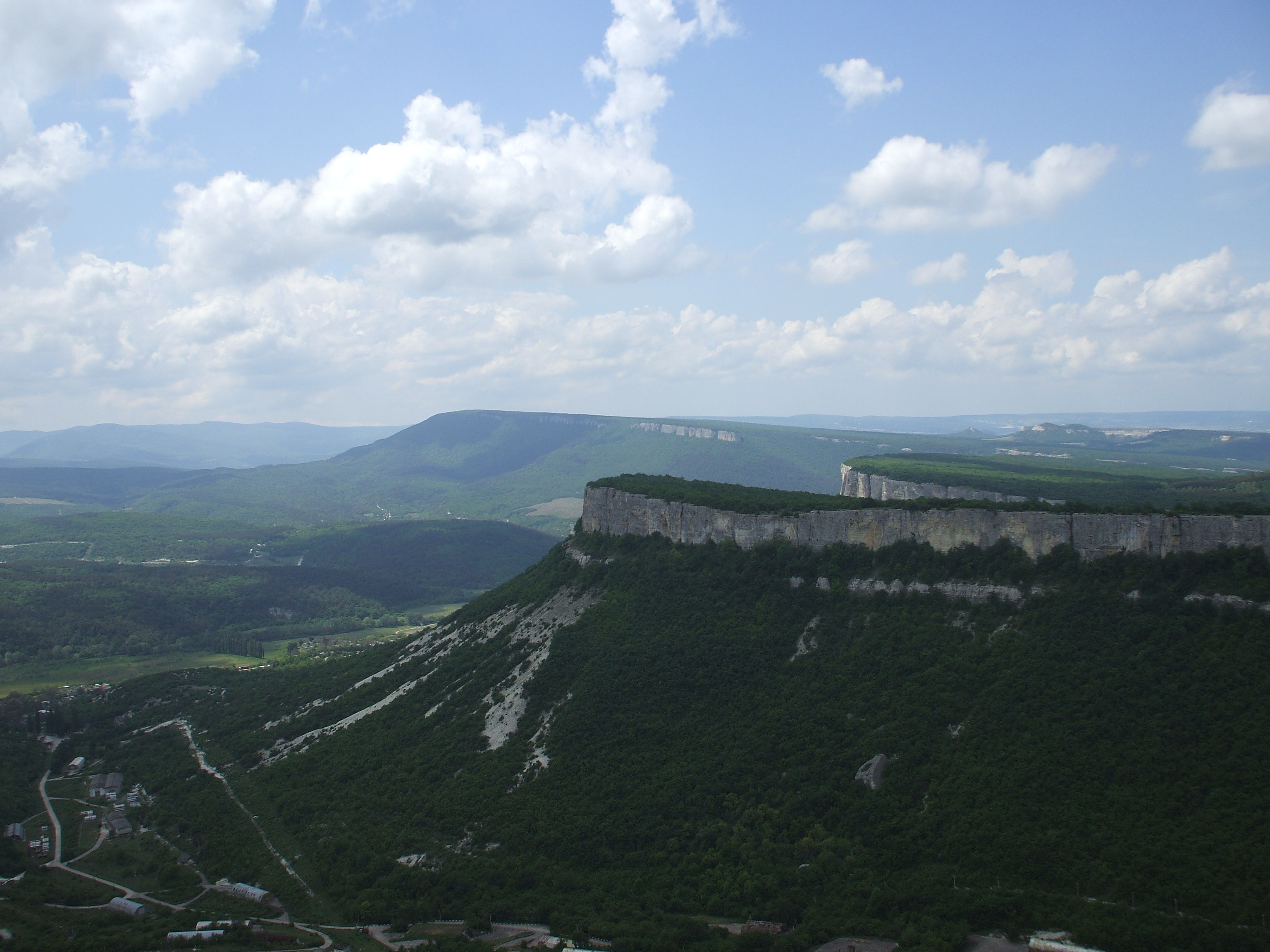
Kyz-Kermen, widok z Tepe-Kerman

Kyz-Kermen (ukr. Киз-Кермен, krm. Qız Kermen, ros. Кыз-Кермен) – średniowieczna skalna twierdza zbudowana przez ludność chazarską w zachodniej części Krymu na Ukrainie, leżące 7 km na południowy wschód od Bakczysaraju.
Nazwa oznacza "Dziewicza Twierdza". Twierdza powstała na plato skalnego cypla wznoszącego się wysokimi, urwistymi ścianami nad dolinami. Urwiska te chroniły osadę z trzech stron, natomiast z czwartej strony, wzniesiono kamienny mur obronny w najwęższym miejscu cypla. Mur miał 130 m długości i do 8 m szerokości u podstawy, posiadał dwie półokragłe baszty. W jego obrębie znajdowała się jedyna brama wjazdowa. Zbudowany był z bloków wapienia. Obszar cypla chroniony urwiskami i murem mierzył ponad 1000 m i do 250 m szerokości. Większa jego część nie była zabudowana, służąc jako miejsce schronienia okolicznej ludności i ich dobytku w razie najazdu wroga. Terytorium zabudowane koncentrowało się przy murze i obejmowało siedem kompleksów mieszkalnych, każdy z nich złożony z kilku budynków otaczających dziedziniec. Dalej od muru, w głębi cypla znajdował się wieloizbowy budynek, który jak się sądzi był domem dowódcy fortecy. Szacuje się, że stałych mieszkańców twierdzy było 60-80. Zachowała się także duża wykuta pieczara - cysterna i jedna wykuta pieczara będąca zapewne punktem obserwacyjnym i strażniczym. Zachowane są także ślady po tarasach pod hodowlę winogron. Data powstania fortyfikacji nie jest pewna, ale uważa się, że powstała ona pod koniec VIII w n.e. i istniała niezbyt długo. Po opuszczeniu twierdzy, na jej terytorium powstała kolejna sztuczna pieczara, zamieszkała przez prawosławnych mnichów pustelników. W XIV - XV w. istniała na zewnątrz muru obronnego niewielka cerkiew.